# Georges Mikautadze
Georges Mikautadze (georgisch გიორგი მიქაუტაძე / Giorgi Mikautadse; * 31. Oktober 2000 in Lyon) ist ein georgisch-französischer Fußballspieler. Der Stürmer steht bei Olympique Lyon unter Vertrag.

## Karriere

### Vereine
Mikautadze, dessen Familie in den späten 1990er-Jahren aus Georgien ausgewandert war, ist in Frankreich geboren und aufgewachsen und spielte in seiner Jugend unter anderem sieben Jahre bei Olympique Lyon. Seine erste Profistation war der FC Metz, wo er zunächst in dessen zweiter Mannschaft spielte. Am 7. Dezember 2019 bekam er seinen ersten Einsatz für die Profimannschaft. Er wurde bei der 4:1-Niederlage gegen den OGC Nizza in der 83. Minute für Thomas Delaine eingewechselt. Am 1. Juli 2020 wurde Mikautadze an den RFC Seraing, einen belgischen Zweitligisten verliehen. Sein Debüt für die Belgier gab er in einem Testspiel gegen den KAA Gent. Dort schoss er das Führungstor zum 0:1. Auch in der Liga wurde er Stammspieler und stand in 21 von 28 Ligaspielen auf dem Platz. Bereits in den ersten sechs Spielen schoss er zwölf Tore; in der gesamten Saison waren es 19, womit er zum Torschützenkönig der Division 1B wurde. Seraing stand am Ende der Saison auf dem Relegationsplatz.
In den Relegationsspielen gegen Waasland-Beveren schoss Mikautadze weitere drei Tore und hatte so Anteil am Aufstieg des Vereins in die Division 1A. Eine Woche später erklärte er, dass er die Ausleihe nicht fortsetzen wollte, sondern zum FC Metz in der Saison 2021/22 zurückkehren werde. Dort hatte er Mitte März 2021 seinen Vertrag bis Juni 2025 verlängert. Für die Saison 2021/22 wurde er, nachdem er im ersten Ligaspiel des FC Metz kurz vor Spielende eingewechselt wurden war, erneut an den, mittlerweile aufgestiegenen, RFC Seraing verliehen. Er bestritt alle 28 möglichen Ligaspiele, in denen er neun Tore schoss. Da zum Saisonende Seraing auf dem vorletzten Platz stand, musste der Verein erneut in die Relegationsspiele, diesmal gegen den RWD Molenbeek. Mikautadze stand bei beiden Spielen auf dem Platz und schoss ein Tor, so dass Seraing in der Division 1A verblieb.
In der Saison 2022/23 gehörte er wieder zum Kader des zu dieser Saison in die zweite französische Liga abgestiegenen FC Metz. Am Ende dieser Saison belegte die Mannschaft den zweiten Platz. Der Georgier entschied sich trotz des Aufstieges zu einem Wechsel zu Ajax Amsterdam. Doch schon nach nur sechs Monaten mit neun Pflichtspielen ohne Treffer kehrte Mikautadze Anfang Januar 2024 leihweise nach Metz zurück. Im Juli 2024 verpflichtete Metz ihn zunächst fest, verkaufte ihn aber im Anschluss an Olympique Lyon.

### Nationalmannschaft
Mikautadze ist sowohl für Frankreich als auch für Georgien spielberechtigt. 2021 entschied er sich für Georgien und debütierte direkt am 25. März 2021 in der Qualifikation zur WM 2022, als er bei der 1:0-Niederlage gegen Schweden kurz vor Schluss für Giorgi Kwilitaia eingewechselt wurde. Bereits bei seinem nächsten Einsatz, als er gegen Rumänien in der Startelf stand, schoss er sein erstes Tor bei einem 2:1-Sieg. Am 12. Oktober 2023 schoss er dann im Testspiel gegen Thailand beim 8:0-Heimsieg in Tiflis vier Treffer für die Auswahl. Mikautadze steht im georgischen Kader für die EM 2024, bei der Georgien erstmals an der Endrunde eines größeren Turniers teilnimmt. Mit dem Ausgleichstor zum 1:1 in der 32. Minute im ersten Spiel der Gruppe F, bei der 1:3-Niederlage gegen die Nationalmannschaft der Türkei, erzielte er das erste Europameisterschaftstor in der georgischen Fußballgeschichte.

## Erfolge
- Torschützenkönig
  - der Europameisterschaft: 2024 (mit Cody Gakpo, Harry Kane, Jamal Musiala, Dani Olmo und Ivan Schranz)
  - der Division 1B: 2020/21 (19 Tore)[12]
  - der Ligue 2 2022/23 (23 Tore)